# Seila
Seila és un llogaret a l'est de la Governació d'el Faium, a la línia fèrria entre el Faium i Al-Wasta a la vall del Nil. A la seva rodalia hi ha una piràmide esglaonada, de datació incerta que correspondria a la dinastia III.
S'atribueix al faraó Snefru haver construït per ordre cronològic una piràmide a Seila, prop de Faium, amb 5 esglaons i 35 metres de costat; seguidament la finalització de la piràmide de Meidum, iniciada pel seu antecessor Huni. Però és possible que la de Seila fos obra de Huni i la segona compartida.
La piràmide de Seila és la més al nord de totes les esglaonades. A començaments del segle XX fou excavada per Borchardt però no es va saber qui la va construir. La universitat de Brigham Young de Utah treballant amb un arqueòleg egipci anomenat Swelim, va excavar a la zona els anys vuitanta i va trobar una estela de pedra plana i una taula d'ofrenes que Swelim va considerar que determinaven que el constructor fou Snefru.
De la piràmide queden avui unes restes de només set metres d'altura; està alineada a l'eix nord-sud girada 12 graus a l'oest. La piràmide tenia quatre esglaons construïts amb blocs de pedra units amb morter i arena.